# Antictenista mesotricha
Antictenista mesotricha är en fjärilsart som beskrevs av Edward Meyrick 1927. Antictenista mesotricha ingår i släktet Antictenista och familjen vecklare. Inga underarter finns listade i Catalogue of Life.